# Саврун Богдан Володимирович
Богда́н Володи́мирович Саврун (нар. 6 липня 1991, с.Кульчиці, Самбірський район, Львівська область) — український військовик, старший лейтенант Збройних сил України. Лицар ордена Богдана Хмельницького III ступеня.

## Життєпис
У 2012 році закінчив Академію сухопутних військ імені гетьмана Петра Сагайдачного за спеціальністю «Управління діями підрозділів наземної артилерії».
З 12 квітня 2014 року брав участь в Антитерористичній операції з незаконно створеними бандформуваннями.
26 червня 2014 року під час бою зазнав поранення внаслідок мінометного обстрілу вогневої позиції мінометної батареї.

## Нагороди
2 серпня 2014 року — за особисту мужність і героїзм, виявлені у захисті державного суверенітету та територіальної цілісності України, вірність військовій присязі під час російсько-української війни, відзначений — нагороджений орденом Богдана Хмельницького III ступеня.